# El resplandor (película)
El resplandor (título original: The Shining) es una película britanico-estadounidense de 1980 del subgénero de terror psicológico, producida y dirigida por Stanley Kubrick y protagonizada por Jack Nicholson, Shelley Duvall, Danny Lloyd y Scatman Crothers. Está basada en la novela homónima del escritor Stephen King, publicada en 1977, si bien la novela y la película difieren notablemente.
La película relata la historia de Jack Torrance, un escritor que acepta un puesto como vigilante de invierno en un solitario hotel de alta montaña para ocuparse del mantenimiento. Al poco tiempo de haberse instalado allí junto con su esposa y su hijo, empieza a sufrir inquietantes trastornos de personalidad. Paulatinamente, debido a la incomunicación, al insomnio, a sus propios fantasmas interiores y, tal vez, a la influencia maléfica del lugar, se verá inmerso en una espiral de violencia contra ellos, que a su vez parecen víctimas de espantosos fenómenos sobrenaturales.
Si bien su estreno fue acogido con frialdad por la crítica, con el tiempo ha ido ganando adeptos e influencia en la cultura popular. Hoy día se la considera una película de culto, así como un «desafío directo para el espectador».

## Resumen
Jack Torrance (Jack Nicholson) llega al Hotel Overlook, situado en las montañas de Colorado, a 25 millas de la ciudad más cercana, para ser entrevistado con el fin de obtener el puesto de vigilante durante los meses de invierno. El hotel, construido sobre un antiguo cementerio de los nativos americanos, queda aislado durante el invierno debido a las fuertes nevadas y permanece cerrado de noviembre a mayo. El director del establecimiento, Stuart Ullman (Barry Nelson), advierte a Jack de que el prolongado aislamiento puede suponer un problema y le cuenta el caso de un vigilante anterior, Charles Grady, que sucumbió a lo que él define como «fiebre de las cabañas», matando a hachazos a su mujer y a sus dos hijas para luego suicidarse. Jack asegura que, de hecho, una larga temporada de tranquilidad es precisamente lo que necesita para centrarse en terminar el libro que está escribiendo.
Lejos de allí, la esposa de Jack, Wendy (Shelley Duvall), y el hijo de ambos, Danny (Danny Lloyd), de cinco años, permanecen en el domicilio familiar, en la ciudad de Boulder. Danny no es un niño común, ya que posee una poderosa percepción extrasensorial; en uno de esos trances, ante el espejo del cuarto de baño, sufre premoniciones tan horripilantes sobre el hotel al que van a mudarse que le hace perder el conocimiento. Una pediatra (Anne Jackson) acude a la llamada de Wendy y examina al pequeño; este le comenta que tiene un amigo llamado Tony, que «vive» en su boca. A solas con la doctora, Wendy menciona problemas «ya superados» de maltrato y alcoholismo por parte de Jack que ella intenta minimizar.
La familia llega al hotel el día del cierre al público y el jefe de cocina, Dick Hallorann (Scatman Crothers), es el encargado de enseñar las enormes cocinas a Wendy y a Danny. Hallorann, sin dejar de hablar con Wendy sobre los víveres disponibles, invita mentalmente a Danny a tomar un helado, el pequeño acepta y, ya a solas, Dick revela a Danny que lo que el niño llama Tony es una habilidad que él mismo y su abuela compartían, a la que ella llamaba «resplandor». Cuando Danny pregunta si hay algo que temer en el hotel, especialmente en la habitación 237. Hallorann le dice a Danny que el propio hotel también «resplandece»; que guarda entre sus paredes muchas historias y que «no todas son buenas», ordenándole de manera tajante que no entre en la habitación bajo ninguna circunstancia, aunque se niega a decir por qué, aun así explica que en caso de peligro puede usar el resplandor para llamarlo.

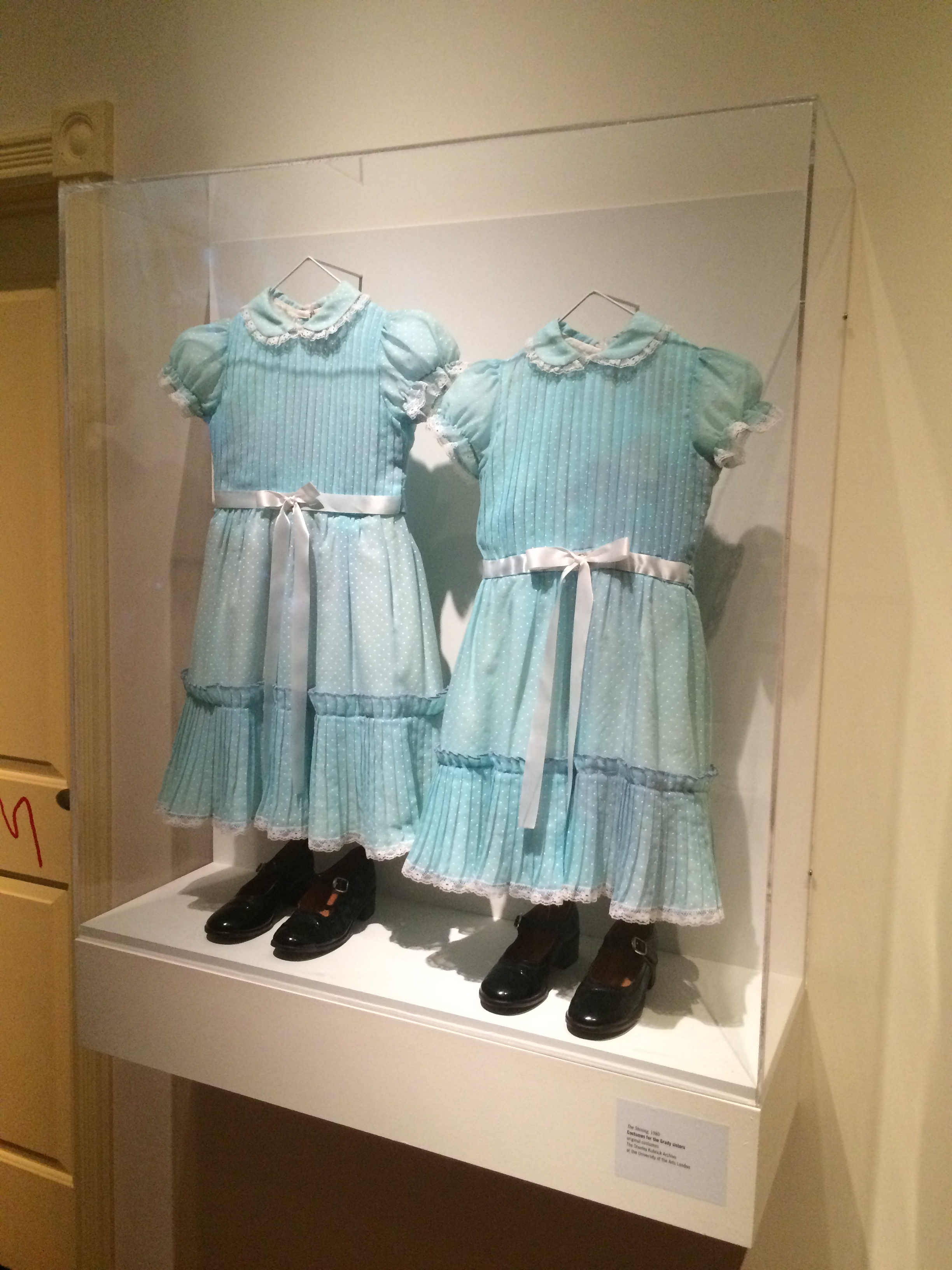
Vestidos de las gemelas asesinadas.

Tras un mes, el proyecto literario de Jack está estancado; Danny y Wendy pasan los días explorando alegremente las instalaciones, en especial el laberinto de setos exterior. Wendy se entera de que las comunicaciones telefónicas se han cortado debido a las intensas nevadas, y solo es posible comunicarse con el exterior por radio. Danny empieza a tener visiones cada vez más terroríficas sobre las niñas Grady mientras que Jack, se aísla de su familia, sufre bloqueo del escritor, se siente frustrado y su comportamiento se vuelve cada vez más errático y violento.
La curiosidad de Danny sobre la habitación 237 aumenta cuando en una de sus carreras en triciclo por los pasillos advierte que la puerta de la habitación está entreabierta. Mientras, Wendy oye a Jack gritando en sueños tras haberse quedado dormido sobre su máquina de escribir y, cuando le despierta, este le cuenta que ha tenido una pesadilla en la que mataba y descuartizaba a ella y a Danny. En ese momento llega Danny con heridas en el cuello y visiblemente traumatizado, lo que hace que Wendy acuse a Jack de haberle maltratado. Jack deambula hasta llegar al vacío salón del hotel; se sienta a la barra y dice que daría su alma por una cerveza. En ese momento, se le aparece el fantasma de Lloyd (Joe Turkel), el barman del hotel, al que Jack parece reconocer. Lloyd le sirve bourbon mientras Jack se queja sobre su matrimonio, señalando a su familia como una molestia que le impide ser alguien exitoso y que exageran la gravedad de las agresiones a las que los sometió.
Wendy encuentra a Jack solo sobre la barra y le cuenta que «una mujer loca en una de las habitaciones» es quien ha herido a Danny. Jack entra en la habitación 237 para investigar, y encuentra a una joven desnuda saliendo de la bañera que lo seduce, pero cuando la besa, se transforma en una anciana con el cuerpo putrefacto. Jack le dice a Wendy que no ha visto a nadie en la habitación, asegurando que Danny se lastimó a sí mismo. Wendy insiste en que deben abandonar el hotel, lo que Jack rechaza argumentando que si se van perderá su empleo y, enfadado, vuelve al salón, ahora lleno de fantasmas que celebran una fiesta de disfraces. Allí conoce al fantasma de Grady (Philip Stone), que lo anima a «corregir» a su mujer y a su hijo como él hizo con su familia. También le dice que Danny «trata de introducir un elemento extraño en esta situación»; y cuando Jack pregunta de qué elemento se trata, Grady contesta: «Un negro. Un cocinero negro», en referencia a Dick Hallorann.

Mientras tanto, en Florida, Hallorann siente el llamado de Danny y toma un vuelo a Colorado. Danny comienza a repetir la palabra redrum hasta que entra en trance, y se refiere a sí mismo como Tony.

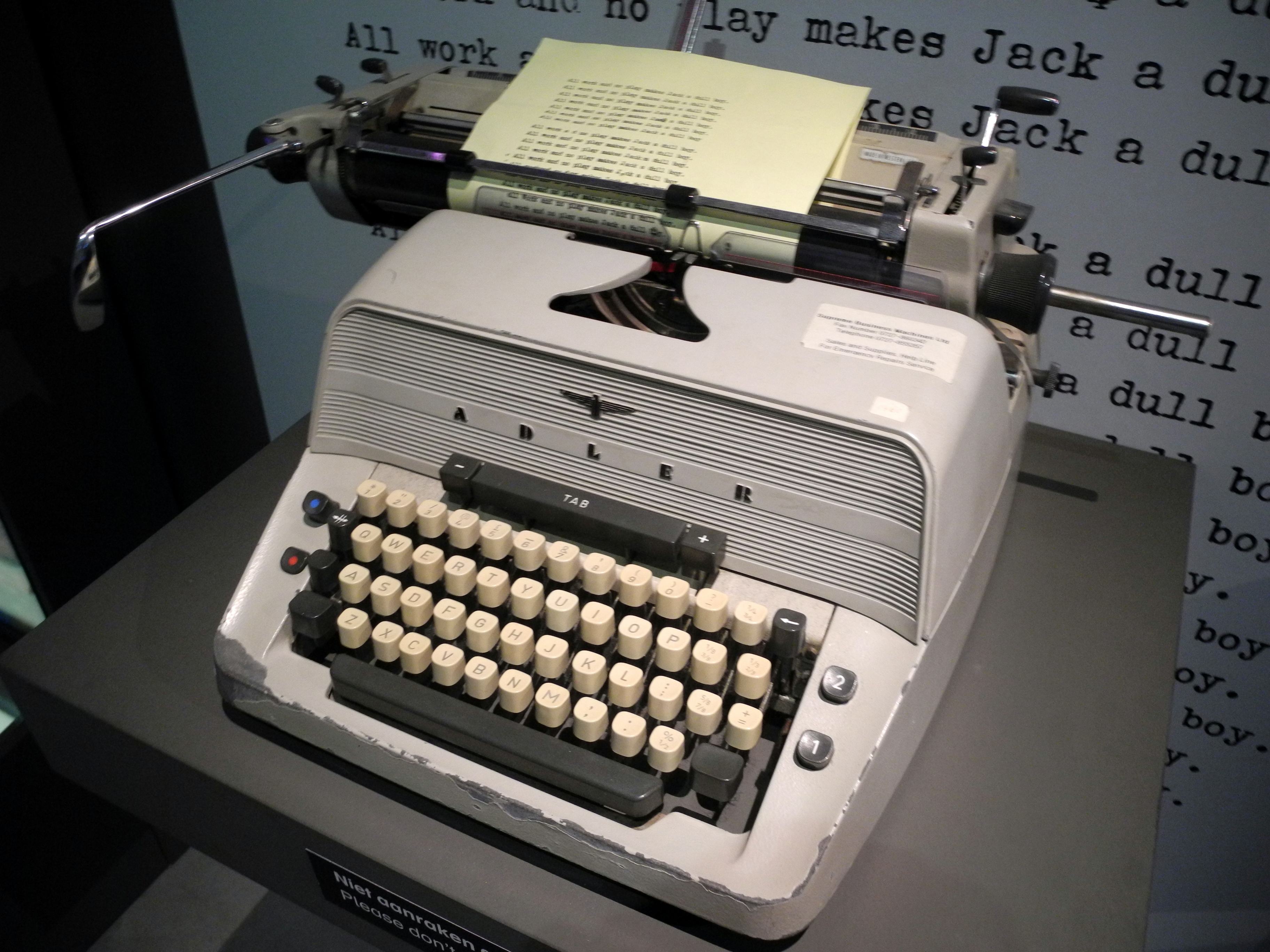
Máquina de escribir Adler empleada en la película.

Buscando a Jack, Wendy descubre que todas esas semanas solo ha estado escribiendo en su máquina una y otra vez la frase: All work and no play makes Jack a dull boy ("Solo trabajar y no jugar hace de Jack un chico aburrido" o como se tradujo en España No por mucho madrugar amanece más temprano). En ese momento llega Jack, la amenaza hasta que ella lo deja inconsciente con un bate de béisbol y lo encierra en la despensa; pero tanto ella como Danny están atrapados en el lugar porque su marido ha saboteado la radio y los vehículos para nieve del hotel. En la despensa, Jack es regañado por Grady, que le recuerda sus «compromisos», por lo que Jack pide otra oportunidad, prometiendo cumplir esta vez; Grady se la concede y le abre la puerta.

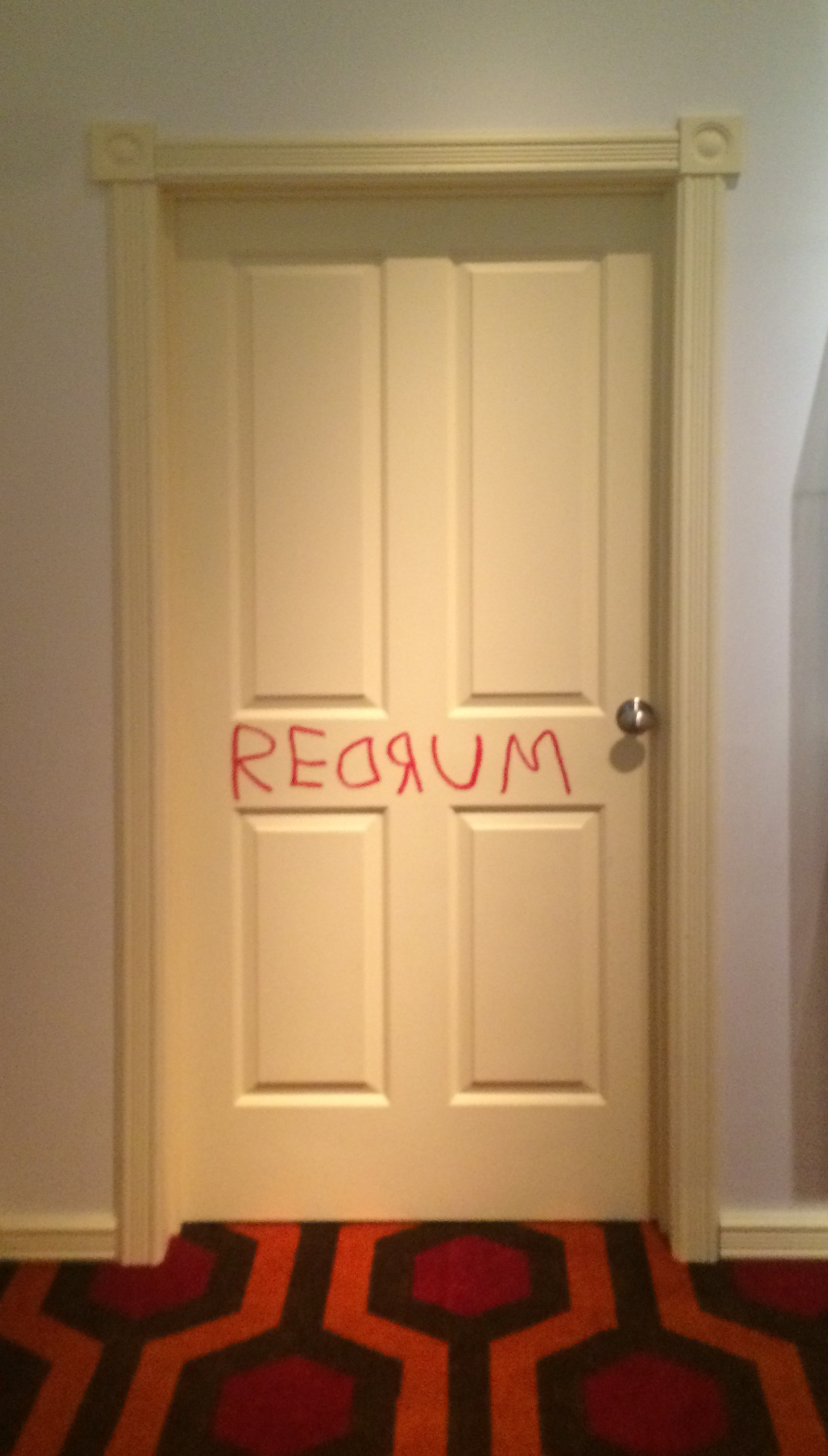
Puerta escrita con la palabra “REⱭЯUM”.

En la habitación de la familia, Danny escribe “REⱭЯUM” con lápiz de labios en la puerta del baño, mientras lo repite en voz alta con la voz de Tony. Cuando Wendy se despierta y mira a través del espejo, descubre que es la palabra “MURDƎЯ” (‘asesinato’) escrita al revés. Jack comienza a golpear la puerta de la habitación con un hacha, por lo que Wendy se encierra con Danny en el baño y lo saca al exterior por el ventanuco, pero el hueco es demasiado estrecho para ella. Jack consigue entrar en la habitación e intenta derribar la puerta del baño a hachazos, pero se retira cuando oye a Dick Hallorann llegar al hotel, al que embosca y mata de un hachazo en el pecho. La muerte de Hallorann «resplandece» en Danny, que no puede evitar un grito de pánico, lo que hace que su padre lo localice y el pequeño tenga que huir al laberinto de setos. 
Wendy recorre el hotel en busca de su hijo y durante el recorrido se topa con los fantasmas de las víctimas pasadas del hotel y tiene la misma visión de la cascada de sangre que tuvo Danny. Finalmente, descubre el cadáver de Dick Hallorann.
Jack persigue a Danny por el laberinto siguiendo sus huellas en la nieve, pero el niño retrocede caminando sobre sus propias huellas logrando así hacer que su padre se extravíe mientras él logra volver a la salida, donde se encuentra con su madre, huyendo juntos en el vehículo de Hallorann. Por su parte, Jack, perdido en el interior del laberinto e incapaz de encontrar la salida, muere congelado.
En la escena final, se ve una fotografía en blanco y negro en el vestíbulo del hotel de la fiesta del 4 de julio celebrada en el Overlook en 1921 donde todos los fantasmas de las víctimas atrapadas en el hotel aparecen como los asistentes, entre ellos se ve a un Jack sonriente sentado al centro de la imagen.

## Reparto

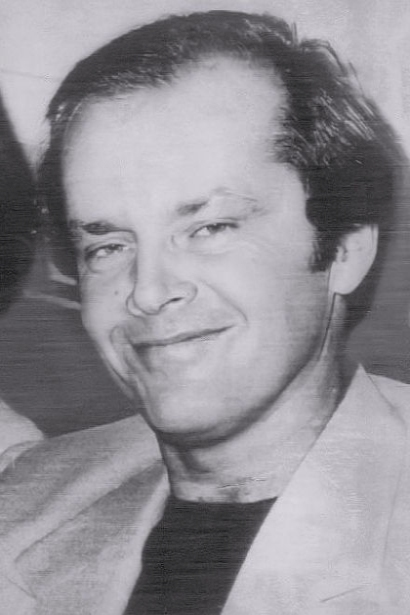
Nicholson en 1976, cuatro años antes de interpretar a Jack Torrance.

En los papeles principales intervienen:
- Jack Nicholson como Jack Torrance
- Shelley Duvall como Wendy Torrance
- Danny Lloyd como Danny Torrance
- Scatman Crothers como Dick Hallorann
- Barry Nelson como Stuart Ullman
- Philip Stone como Delbert Grady
- Joe Turkel como Lloyd el barman

Otros actores, con papeles más secundarios, son: Tony Burton (Larry Durkin), Ann Jackson (doctora), Lia Beldam (joven de la bañera), Billie Gibson (anciana de la bañera), Barry Dennen (Watson), David Baxt y Manning Redwood (policías), Lisa y Louise Burns (gemelas), Robin Pappas (enfermera), Alison Coleridge (secretaria) y Norman Gay (cliente herido).

## Casting

#### Papeles principales

##### Jack Torrance
Kubrick consideró varios nombres para el papel principal, entre ellos los de Robert De Niro y Robin Williams. Descartó al primero tras verlo en Taxi Driver porque le parecía demasiado histriónico para el papel; al segundo, después de verlo en Mork & Mindy, por ser demasiado poco expresivo. También pensó darle el papel a Harrison Ford. Stephen King, por su parte, renegaba de Nicholson porque pensaba que, como este había rodado One Flew Over the Cuckoo's Nest, el espectador tendería a considerarlo un individuo inestable desde el principio; por ello, King prefería para el papel a Michael Moriarty, a Jon Voight o a Martin Sheen, que representarían más fielmente el perfil de individuo corriente que se ve abocado gradualmente hacia la locura. En cualquier caso, desde el principio al escritor se le dijo que el actor para el papel principal «no era negociable».

##### Wendy Torrance
Aunque en un principio Jack Nicholson sugirió que Jessica Lange encajaría mejor en la personalidad de la Wendy de Stephen King, Shelley Duvall supo muy pronto que ella era la elegida para el papel. A diferencia del personaje de la novela, la Wendy del filme tendría una personalidad vulnerable, débil de carácter y sumisa hacia su marido. De este modo, y según la interpretación sociológica del filme, Kubrick quería resaltar con más crudeza el machismo como una de las manifestaciones de las relaciones de poder amo-criado. Para labrar ese carácter y darle más credibilidad, a lo largo del rodaje el director la presionó hasta el límite, llegando incluso a humillarla ante todos sus compañeros. Se dice que la escena en que armada con el bate de béisbol retrocede por la escalera ante el ataque de su marido, no estaba representando a una mujer aterrada; Shelley estaba, literalmente, aterrada.

##### Danny Torrance
El candidato inicial del director para representar el papel de hijo de los Torrance fue Cary Guffey (Encuentros en la tercera fase), pero los padres del joven actor lo impidieron, aduciendo que era una película demasiado truculenta para un niño. En la búsqueda de candidatos, fueron entrevistados unos cinco mil niños a lo largo de seis meses. Las pruebas, coordinadas por el asistente de Kubrick Leon Vitali (el actor que había representado el papel de Lord Bullingdon en Barry Lyndon), tuvieron lugar en Chicago, Denver y Cincinnati, ya que Kubrick quería que el acento del candidato estuviera «a medio camino» entre el de Jack Nicholson y el de Shelley Duvall. Durante el rodaje, el pequeño actor fue protegido de manera especial por Kubrick; de hecho, el niño creyó en todo momento que estaba rodando un drama, no una película de terror. Tras su papel en el filme de 1982 Will: the autobiography of G. Gordon Liddy, Danny Lloyd abandonó su carrera como actor.

#### Papeles secundarios
- En la decisión de elegir para el papel de Dick Hallorann a Scatman Crothers fue determinante la recomendación de Nicholson, que había compartido con él reparto en One Flew Over the Cuckoo's Nest.
- Para Lia Beldam (la joven de la bañera) y Billie Gibson (la anciana de la bañera), esta fue la única película en que intervinieron.
- Tampoco las hermanas gemelas Lisa Burns y Louise Burns volvieron a intervenir en ninguna película. A juzgar por la forma de posar ante la cámara y por su atuendo, algunos biógrafos y críticos han sugerido que el director se habría inspirado en la fotografía Identical Twins, Roselle, New Jersey, 1967, tomada por una antigua compañera del New York Bronx: la reconocida fotógrafa Diane Arbus.[12][13][14][15] Sin embargo, la viuda manifestó al respecto que la estética elegida por Kubrick no guardaba relación directa con esa fotografía.[16] Lisa y Louise son gemelas idénticas; sin embargo, tanto en el libro como en el guion, son simplemente hermanas. En la escena inicial de la entrevista, el personaje de Ullmann comenta que las edades de las niñas eran de «entre ocho y diez años».
- Barry Dennen tiene un papel muy limitado (y en la versión corta, sin diálogos) como ayudante del señor Ullman.
- Anne Jackson (la pediatra que atiende a Danny) y Tony Burton tampoco aparecen en la versión internacional, si bien figuran en los créditos iniciales.
- El invitado que, con una enorme herida en la cabeza, brinda diciendo «Una bonita fiesta, ¿verdad?» es Norman Gay, editor de la película El exorcista.

## Estreno y versiones
La película se exhibió por primera vez al público el 23 de mayo de 1980. Fue un estreno restringido, muy al uso en aquella época, ya que solo se proyectó en medio centenar de salas de Nueva York y de Los Ángeles. Apenas unos días después, el director y la Warner pidieron a los exhibidores que cortaran una escena del final (la escena del hospital) y devolvieran a la distribuidora el celuloide sobrante. Tras ser eliminada físicamente también de cada una de las copias almacenadas y de los negativos, el 13 de junio se produjo el lanzamiento para el resto de Estados Unidos.
Unos meses más tarde, con vistas a la explotación internacional, Kubrick volvió a recortar el metraje, esta vez en unos 20 minutos más. Aunque la productora justificaba los cortes por una acogida inicial por debajo de lo esperado, es posible que el motivo real fuera el deseo del director de reorientar la narración hacia una vertiente más abstracta. Para ello, decidió minimizar la influencia en la trama de cinco factores que tanto en el libro como en la versión larga jugaban un papel más determinante: 1) el hotel como entidad maléfica en sí misma; 2) el alcoholismo del protagonista; 3) los arrebatos violentos del padre sobre el hijo; 4) el amigo imaginario del niño; y 5) el mundo exterior. Finalmente, esta versión se estrenó el 26 de septiembre de 1980, primero en algunos países escandinavos y después por el resto de Europa y Japón. Según algunos analistas, los problemas de ritmo que también argumentó el director para justificar el nuevo montaje «resultan simple y llanamente incomprensibles», ya que las escenas suprimidas «enriquecían mucho más un film de múltiples lecturas, que hacía hincapié sobre el personaje de Danny y desvelaba matices ocultos en torno a la relación de este con su padre».
En resumen, esta fue la duración y el formato de las sucesivas versiones:
- Preestreno: 146 minutos (celuloide)
- Versión para Estados Unidos: 144 minutos (vídeo, NTSC)
- Versión internacional: 114 minutos (vídeo, PAL)

Según The Shining FAQ, las dos versiones del filme lanzadas tienen el estatus de «versión del director», «puesto que fue él mismo quien decidió los cortes de cada una». Del mismo modo, para Movie-Censorship.com, «las dos contaban con la bendición del realizador»; de hecho, en el curso de un proceso de remasterización para una nueva reedición en DVD, la Warner volvió a lanzar la versión larga en Estados Unidos y la corta en el resto del mundo. En cambio, en Internet Movie Database se insiste en que Kubrick prefería el montaje para Europa, si bien «la versión larga está más difundida hoy en día».
La escena del hospital: «el otro epílogo»
La fría acogida de los primeros pases en Estados Unidos acabó de decidir al realizador para suprimir una escena que se desarrollaba a modo de epílogo justo tras el desenlace del laberinto nevado y antes de la misteriosa secuencia final de la fotografía de los años veinte. En dicha escena, Wendy, convaleciente en una habitación de hospital, recibe la visita del administrador, quien le comunica que los investigadores no han encontrado el cadáver de su marido ni tampoco el del cocinero. Luego le da a Danny una pelota de tenis amarilla, presumiblemente la misma que Jack estaba tirando alrededor del hotel. Tal revelación suponía un giro narrativo arriesgado, puesto que venía a proponer nuevas conjeturas sobre todo lo ocurrido dentro de los muros del Overlook en los meses anteriores.
La decisión del director de eliminar esa escena fue controvertida. El consenso general entre los que vieron los primeros pases era que la película quedaba mejor sin ella porque mantenerla suponía debilitar la amenaza del Overlook sobre la familia y reintroducía en el conflicto a Ullman, que apenas había tenido protagonismo en la historia. La coguionista Diane Johnson reveló que Kubrick sentía desde el principio cierta «compasión» por el destino final de Wendy y del pequeño Danny, y en ese sentido la escena del hospital daría cierta sensación de vuelta a la normalidad. Johnson, en cambio, era partidaria de un desenlace más trágico: llegó a proponer incluso la muerte de Danny Torrance; el caso es que el propio director siempre albergó ciertas reticencias respecto a la escena, hasta que finalmente decidió que era oscura y confusa, y que la película funcionaba mejor sin ella. Tal vez la «oscuridad» a la que alude Kubrick apunte a un posible paralelismo entre la desaparición de los cadáveres de Jack y Hallorann y la tragedia de la Expedición Donner mencionada al principio.

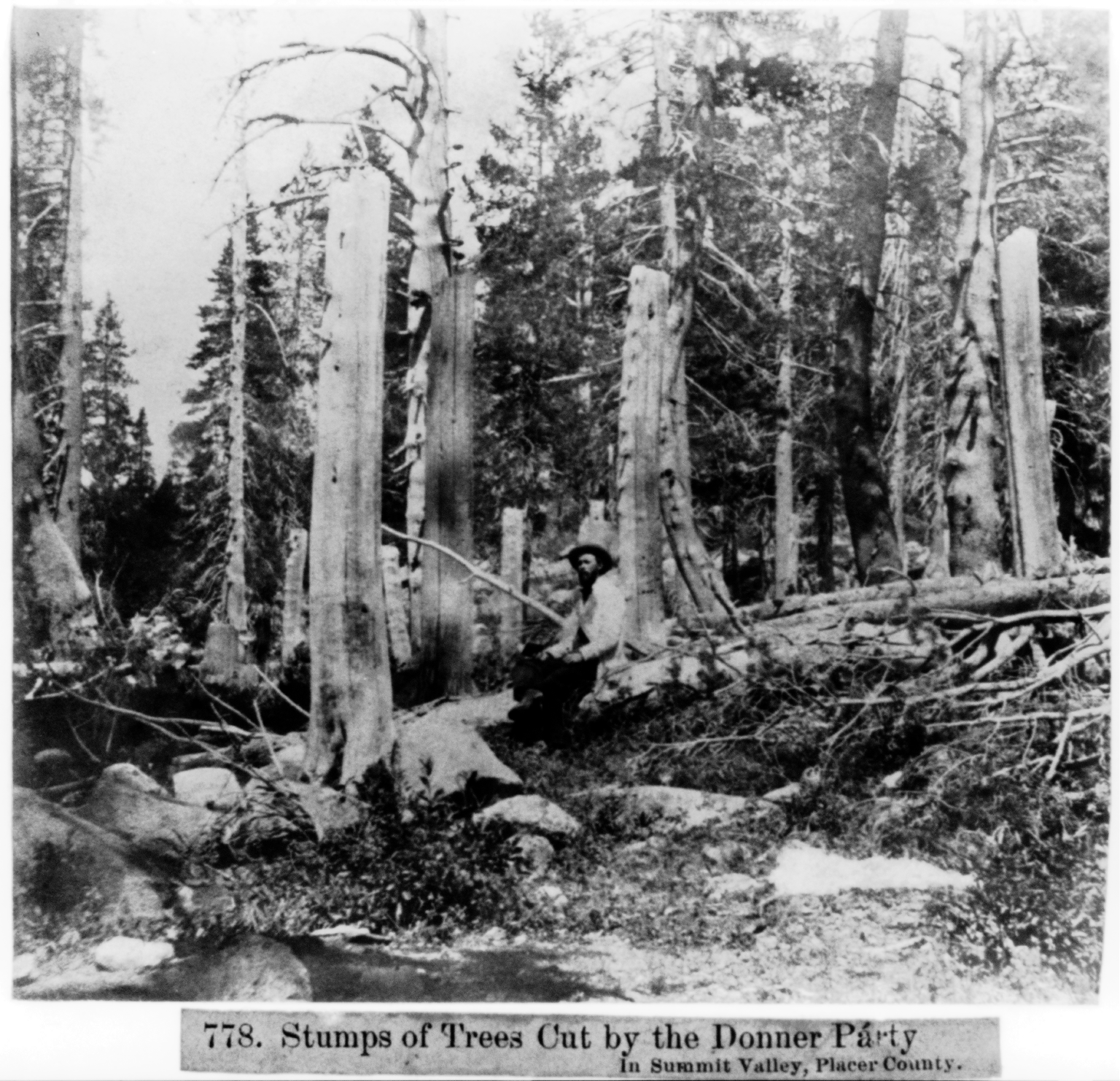
Tocones de árboles cortados por miembros de la Expedición Donner. La fotografía, tomada 20 años después, muestra el nivel de deshielo durante ese tiempo.

La crítica también se pronunciaba favorablemente. Así, Roger Ebert escribía:

Kubrick estuvo acertado al suprimir este epílogo.(…) En cierto modo, los espectadores necesitamos creer que los tres miembros de la familia Torrance residieron realmente en el hotel durante aquel invierno, sea lo que sea lo que pasó o lo que ellos creían que estaba pasando.

No faltaron, sin embargo, voces en contra de tal supresión. Para la actriz principal, Shelley Duvall, «Kubrick se equivocó, porque la escena explicaba algunas cosas importantes, como el significado de la pelota amarilla y el papel que el director del hotel desempeñaba en la intriga». Desde un punto de vista retrospectivo, algunos espectadores se han planteado alguna incógnita tras conocer los debates internos del equipo durante el montaje del filme sobre la conveniencia de incluirla o no. Sea como fuere, reflexionan, la escena estuvo desde el principio en el guion, de manera que la doble personalidad del personaje de Stuart Ullman estaba ya de algún modo presente en el carácter que Kubrick quería imprimirle en sus intervenciones al principio de la película, en las entrevistas y la visita guiada: mientras se rodaba la película, él, Ullman, ya «lo sabía todo» sobre el Overlook y, sin embargo, bajo su apariencia de anfitrión de modales exquisitos, premeditadamente se lo estaba ocultando a los futuros inquilinos.

## Adaptación de la novela
En 1977, un ejecutivo de Warner Bros., John Calley, envió a Kubrick las pruebas de imprenta de lo que luego sería la novela El resplandor. Su autor, Stephen King, era ya por aquel entonces un autor superventas que, tras el taquillazo de Carrie, podía presumir de éxitos en adaptaciones para la gran pantalla. Por su parte, Kubrick llevaba un tiempo con la idea de dirigir un film de terror; y es que unos años antes, mientras Barry Lyndon decepcionaba en la taquilla, otra película de Warner Bros. que él había rechazado dirigir, El exorcista, dirigida por William Friedkin, batía récords de recaudación por todo el mundo.
Preguntado sobre qué fue lo que atraía a Kubrick de la idea de adaptar la novela del popular escritor, asiduo de las listas de superventas, su productor ejecutivo (y cuñado) Jan Harlan desveló que Kubrick quería «intentarlo» en este género cinematográfico, aunque con la condición de poder cambiar la novela de King. Y esa condición sería garantizada finalmente por contrato.
El guion fue escrito por el propio director con la colaboración de la escritora Diane Johnson. Kubrick había rechazado la versión inicial, escrita por el propio King, por juzgarla una adaptación demasiado literal de la novela; además, el realizador no creía en historias de fantasmas porque eso «implicaría la posibilidad de que hubiera algo después de la muerte», y él no creía que hubiera nada, «ni siquiera el infierno». En cambio, Johnson, que por aquel entonces estaba impartiendo un seminario sobre novela gótica en la Universidad de California de Berkeley, le parecía una opción que encajaba mejor en su proyecto. En el fondo, Johnson menospreciaba la literatura de Stephen King; poco después del estreno, en una entrevista concedida a la parisina revista Positiv, declaró:

Entre nosotros, The Shining (la novela) no forma parte de la gran literatura. Da miedo, es eficaz y funciona, sin más (…). Pero precisamente es interesante ver cómo un libro bastante malo puede ser también muy eficaz. (…) es bastante pretencioso. Pero también es cierto que se tienen menos escrúpulos al destrozarlo: una es consciente de que no se está destruyendo una gran obra de arte.

Kubrick, por su parte, se manifestaba más entusiasmado con las posibilidades del manuscrito:

Era la primera vez que me leía hasta el final una novela de las que me enviaban con vistas a una posible adaptación cinematográfica. Me vi absorto en su lectura y me pareció que su trama, ideas y estructura eran mucho más imaginativas de lo habitual en el género de terror; pensé que de ahí podía salir una magnífica película.

Stephen King nunca ocultó su rechazo hacia el resultado final del proyecto cinematográfico, y acusaba a Kubrick de no entender las reglas del género de terror.

### Diferencias con la novela
En el libro, la historia gira en torno al punto de vista del niño, mientras que en la película es el padre el personaje principal; de hecho, una de las diferencias más notables radica en el perfil psicológico de Jack Torrance. Según la novela, el padre es un hombre corriente y equilibrado que, poco a poco, va perdiendo el control; además, la narración escrita reflejaba rasgos personales del propio autor en aquella época (marcada por el insomnio y el alcoholismo), además del maltrato. Por su parte, la Wendy de King es una persona con fuerte personalidad e independiente, tanto a nivel profesional como emocional; para Kubrick, en cambio, no parecía coherente que una mujer así hubiera soportado durante mucho tiempo la personalidad de Jack Torrance, así que reelaboró al personaje para que adoleciera de un carácter psicológicamente vulnerable y mostrara un aspecto más anodino. Otras diferencias reseñables son:
- La idea del laberinto de setos surgió como alternativa a las dificultades técnicas que implicaba reproducir formas vegetales de animales que a veces cobraban vida, como en la novela.
- Las dos niñas que interpretan el papel de las hijas asesinadas son gemelas, mientras que en la novela nacieron con una diferencia de dos años.
- En el libro, el número de habitación era la 217, que sí existe realmente en el hotel en el que se filmó; en la película se cambió por la 237 (inexistente en el hotel real) para no «ahuyentar» a potenciales clientes.
- El destino final del Overlook es completamente diferente: en la novela, una caldera explota y destruye el hotel, mientras que en la película no se ve afectado.
- La idea de la fotografía final de la fiesta de 1920 fue de Johnson y Kubrick, no de Stephen King.
- El director del hotel, Ullman, es en el libro un jefe autoritario, mientras que en la película se muestra educado y afable.
- En el libro, Grady era también alcohólico, como Jack.
- En el libro, el hotel reclama abiertamente las poderosas habilidades psíquicas de Danny.
- En el libro, Jack se suicida para no sucumbir a la voluntad del hotel; en la película se rinde totalmente al impulso de matar.
- El torrente de sangre que surge de los ascensores no aparece en el libro.

El título de la novela está inspirado en el estribillo, «We all shine on», de la canción Instant Karma, escrita por John Lennon e interpretada por el grupo The Plastic Ono Band.

## Rodaje
El rodaje se prolongó durante 14 meses, entre mayo de 1978 y julio de 1979.[cita requerida] El director se empeñó en rodar cada escena cronológicamente según el guion, lo que obligaba a mantener en funcionamiento los decorados principales y equipos paralelos de sonorización.
Entre otras muestras del perfeccionismo casi enfermizo de Kubrick, se cuentan las siguientes:
- Para las tomas de Jack lanzando la pelota contra la pared, Kubrick encargó a una de las unidades que repitieran el lanzamiento hasta que la pelota impactara directamente contra la lente de la cámara, lo que supuso varios días de filmación; la secuencia sería finalmente descartada en la sala de montaje.
- La pelota que entra en el círculo de coches de Danny debía detenerse justo a la entrada.
- El sonido de las teclas cuando Jack escribe una y otra vez la única frase de su «novela» corresponde a la frase realmente tecleada y grabada con anterioridad. Según el director, con el uso, cada molde al impactar acaba sonando sutilmente diferente respecto a los demás.

Sin embargo, algunos críticos se preguntan si la obsesión de Kubrick por repetir las tomas decenas de veces obedecía a un afán de perfeccionismo o bien se trataba de una estrategia calculada: «¿Quería Kubrick que los actores llegaran al convencimiento de que ellos mismos estaban encerrados en el hotel con otro loco, su director?»
En el documental The Making of «The Shining», grabado por una de las hijas del director, Vivian, y que se incluye en DVD, se revela que este hacía proyectar a los miembros del reparto secuencias de películas del género de terror como Eraserhead (Cabeza borradora), Rosemary's Baby (La semilla del diablo) o la propia El exorcista para que «entraran en ambiente».

### Filmación de exteriores

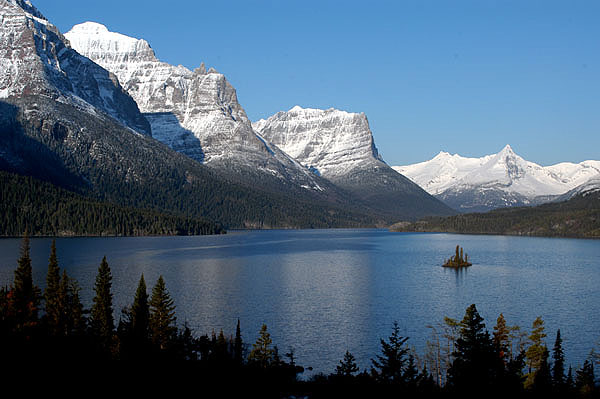
Imagen del lago Saint Mary. En el centro, el islote del Ganso Salvaje.

Las imágenes de la secuencia de apertura, tomadas desde un helicóptero por Greg MacGillivray, se filmaron en el estado de Montana: pertenecen al lago Saint Mary y a la carretera Going to the Sun, que atraviesa el Parque nacional de los Glaciares. Algunas de las tomas aéreas desechadas en el montaje serían luego utilizadas por el director Ridley Scott para la secuencia final de Blade Runner.
La fachada principal del ficticio Overlook corresponde en realidad a la del complejo turístico Timberline Lodge, en las laderas del monte Hood, en Oregón. El laberinto no aparece en las tomas aéreas porque en realidad no existe; para la escena del recorrido inicial por las instalaciones se utilizó una réplica de la fachada sur. Tanto la réplica como el laberinto fueron creados en los estudios Borehamwood, de MGM, en Hertfordshire. También corresponde a exteriores reales el aeropuerto desde el que Hallorann contrata el vehículo oruga (en la versión estadounidense): se trata del aeropuerto londinense de Stansted.
Otra de las hijas de Kubrick, Katharina, colaboró en las localizaciones.

### Filmación de interiores
Casi toda la película se filmó en estudio. Para la recreación de las dependencias del establecimiento, Kubrick y su diseñador de producción, Roy Walker, se inspiraron en modelos de varios hoteles reales. Así, los aseos de caballeros de la Gold Room se basan en los del Bitmore, de Arizona, diseñados por Frank Lloyd Wright, mientras que el salón del Colorado, la recepción y los ascensores, en el Ahwahnee, en el valle de Yosemite; en este caso, de hecho, la réplica se parece tanto al original que aún hoy muchos clientes del hotel real preguntan al entrar si están en el «hotel Overlook».

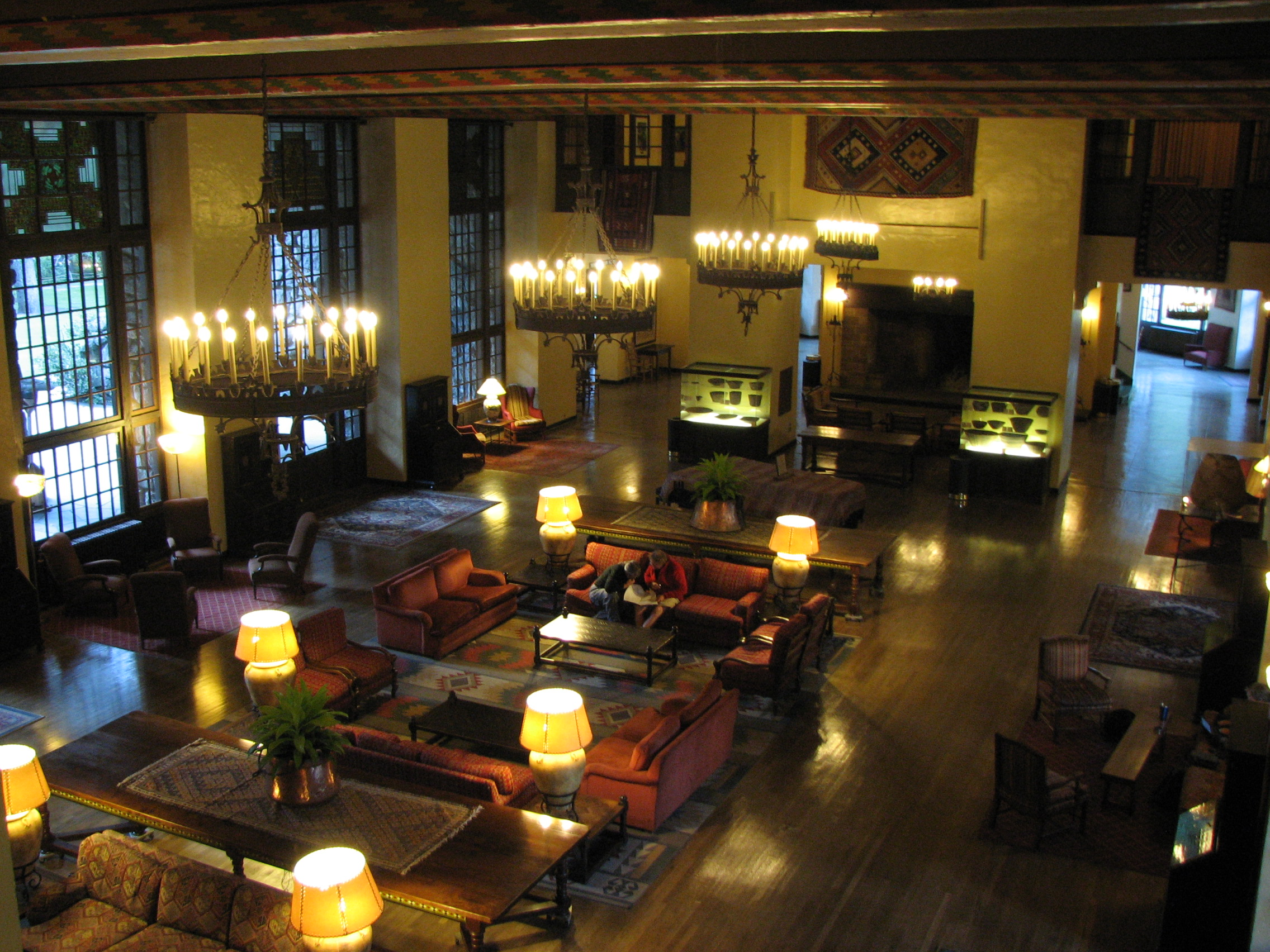
Gran Salón del hotel Ahwahnee sobre el que se inspiró el Salón del Colorado del ficticio hotel Overlook.

Pero no solo las estancias del hotel se filmaron en realidad en estudio: también la residencia de los Torrance en Boulder antes de mudarse al hotel, la habitación de Hallorann en Florida o la oficina de alquileres de Durkin (en la versión estadounidense). Incluso las tomas nocturnas fuera del hotel y la persecución en el laberinto se prepararon y grabaron en los estudios Pinewood y Elstree, en Inglaterra. Los copos de nieve eran en realidad de poliestireno; la nieve del suelo era sal; la bruma, vapor de aceite; y la fachada del Overlook, una recreación en estudio de la del Timberline.
Las escenas se rodaban en seis sets principales: Salón del Colorado, Recepción, Gold Ballroom, Cocinas, Ala Oeste y Exteriores. El salón del Colorado, donde Jack escribe su novela, era iluminado artificialmente desde las ventanas para recrear el clima de fuertes nevadas del «exterior». Los 700000W de potencia elevaban la temperatura en el interior hasta los 43 °C. La energía necesaria era tal que en una ocasión se declaró un incendio que arrasó las instalaciones, aunque afortunadamente ya se había terminado la fase principal del rodaje.

### Tomas en movimiento. LaSteadicam
El resplandor fue la cuarta película que usaba un sistema de filmación novedoso en aquel tiempo: la Steadicam, un estabilizador de cámara con forma de brazo recto que evitaba que la imagen de la cámara temblara mientras el operador seguía al objeto. La idea constituía una excelente alternativa al aparatoso y caro travelling, ya que con él se obtenían movimientos más complejos a menor coste. Su creador, Garrett Brown, ante el desafío que suponía el proyecto de Kubrick para poner a prueba su invento, quiso asumir personalmente la extenuante tarea de, por ejemplo, perseguir a Danny a muy corta distancia por los pasillos del hotel a bordo de su triciclo, giros incluidos; en compañía del técnico de sonido y del primer técnico auxiliar de cámara, la cámara debía desplazarse a ras de suelo y adaptarse rápidamente a diversas alturas, saltar sobre las alfombras o caer al parqué, y para ello diseñó un carro empujado o —en las tomas hacia atrás— arrastrado por él mediante un sistema articulado.
Según afirma el propio Brown, la posibilidad de rodar con este sistema influyó positivamente en la planificación de producción:

Muchos de los tremendamente complejos decorados de Kubrick se diseñaron teniendo en mente las posibilidades de la Steadicam, gracias a la cual ya no era necesario quitar paredes a las habitaciones o allanar el suelo como exigía la grúa. De hecho, las escenas en el interior de uno de los decorados en particular, las del gigantesco laberinto de setos gigante, habrían sido imposibles de filmar por ningún otro medio.

## Sonido

### Banda sonora

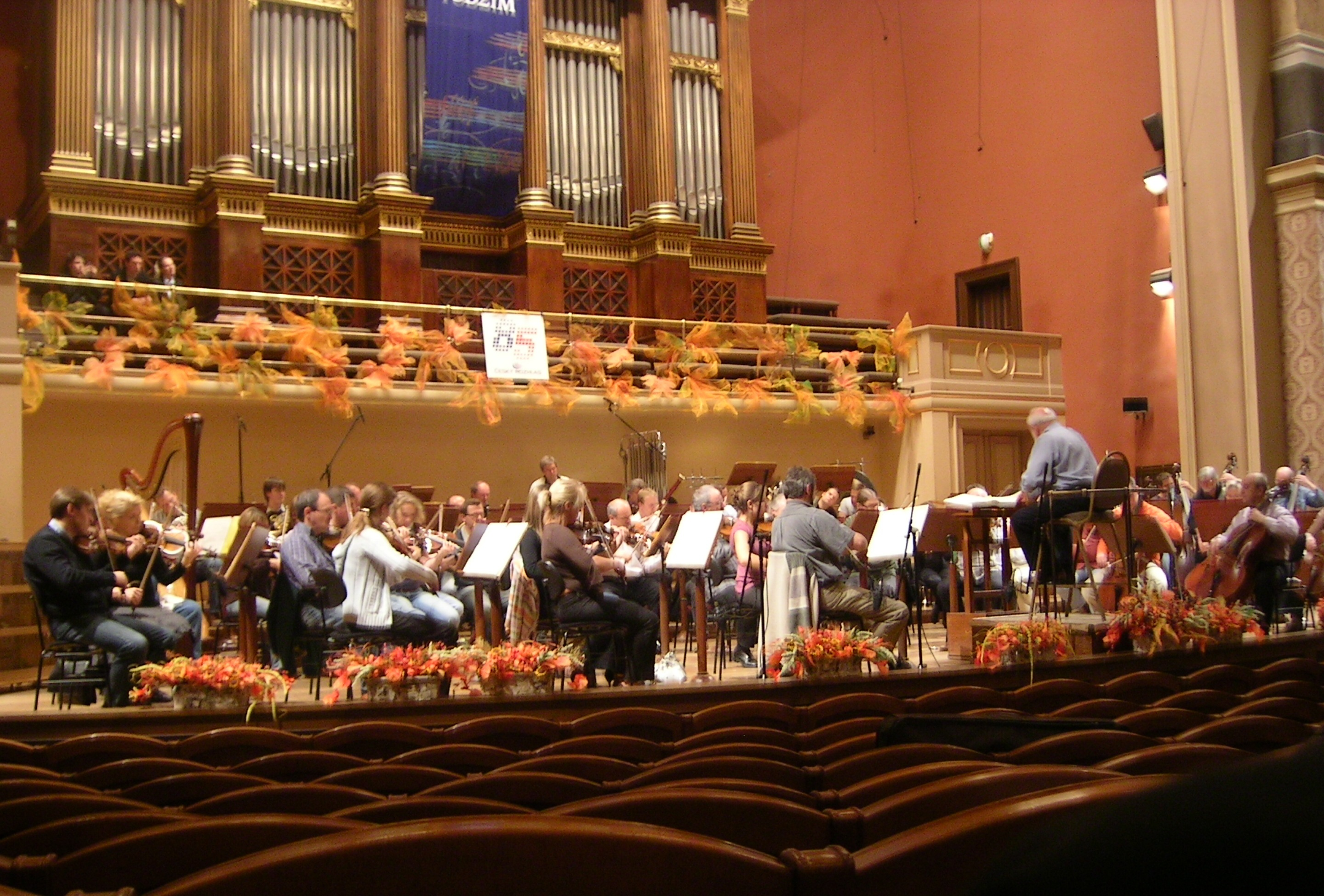
K. Penderecki y la Orquesta Sinfónica de Varsovia durante un ensayo en 2008.

La música que abre la proyección se basa en el tema Dies irae, un himno fúnebre latino de la Edad Media remezclado con sintetizadores y voces por Wendy Carlos y Rachel Elkind, que ya habían intervenido en la banda sonora de La naranja mecánica. Sin embargo, a pesar de la cantidad de material original de Carlos y Elkind, Kubrick prefirió que la ambientación sonora se basara, sobre todo, en obras de autores de música clásica europea: el francés Hector Berlioz, los húngaros Béla Bartók y Gyorgy Ligeti y, especialmente, el polaco Krzysztof Penderecki.
Asimismo, para ambientar secuencias del pasado del hotel, el realizador recurrió a cantantes y compositores de éxito en bandas de los años treinta como Jack Hylton y Ray Noble. La selección de los temas corrió a cargo una vez más del propio director, pero el proceso de sincronizar los pasajes musicales al ritmo de cada secuencia fue asumido por el asistente de dirección y editor musical Gordon Stainforth, cuyo trabajo en el filme es notable por la minuciosa atención a los detalles y por su precisa sincronización. Una escena de la que Stainforth se siente especialmente orgulloso es la del niño y su padre hablando en la cama de este. La pieza corresponde realmente a solo una tercera parte del tercer movimiento de Música para cuerda, percusión y celesta, de Béla Bartók; pero parece como si la escena se hubiera adaptado a la composición, a pesar de haberse filmado antes.
El xilófono de apertura, cuando Danny abre despacio la puerta, parece decir: «Espero no despertarle…», aunque sí lo despierta. Luego, cuando el niño pregunta: «No nos harás daño a mamá o a mí, ¿verdad?», el sonido se vuelve oscuro y amenazador, aunque luego el clima cobra brillo cuando el padre replica: «Nunca te haré daño. Nunca. Nunca». Esta pieza de música corresponde realmente a una tercera parte del tercer movimiento de la composición, pero gracias al trabajo de edición la duración coincide exactamente con la de la escena de Jack y Danny.
Una muestra de las conexiones internas de la narración está en el hecho de que la canción que acompaña la secuencia final, cuando la cámara se acerca a la foto antigua de Jack en un baile de época, es la misma que antes había amenizado la esplendorosa fiesta en la Gold Room.

#### Tabla de piezas musicales
| Nombre | Compositor                                      | Año     | Director             | Orquesta                                                             | Escena(s) |
| --- | ----------------------------------------------- | ------- | -------------------- | -------------------------------------------------------------------- | --- |
| The Shining (tema principal) | Wendy Carlos, Rachel Elkind                     | 1980    | —                    | —                                                                    | Títulos iniciales. |
| Rocky Mountains | Wendy Carlos, Rachel Elkind                     | 1980    | —                    | —                                                                    | La familia Torrance viaja hacia el Overlook. |
| Lontano | György Ligeti                                   | 1967    | Ernest Bour          | Orquesta Sinfónica Alemana de Emisoras del Suroeste                  | • Danny ve a las gemelas por primera vez. • Hallorann muestra a Wendy las despensas y conecta con Danny. • Wendy descubre que las líneas están cortadas. |
| Música para cuerda, percusión y celesta (III movimiento) | Béla Bartók                                     | 1936    | Herbert von Karajan  | Orquesta Filarmónica de Berlín                                       | • Wendy juega a perseguir a Danny por el laberinto mientras son observados por Jack desde la maqueta del salón del Colorado. • Danny descubre la habitación 237 y, al intentar abrir la puerta, las gemelas «resplandecen». • Danny va a su cuarto a buscar el camión de bomberos y ve a su padre sentado en la cama sin poder dormir. |
| El despertar de Jacob (1) | Krzysztof Penderecki                            | 1974    | Krzysztof Penderecki | Orquesta Sinfónica de la Radiodifusión Nacional de Polonia           | • En su casa de Boulder, Danny le habla a Tony ante el espejo del lavabo. • Jack se despierta bajo su escritorio, aterrorizado por una pesadilla. • Durante el sueño de Jack, Danny se adentra en la 237. |
| Utrenja (ru: ‘maitines’) - Ewangelia (pl: ‘evangelio’) | Krzysztof Penderecki                            | 1969-70 | Andrzej Markowski    | Orquesta Sinfónica de la Radiodifusión Nacional de Polonia           | • Wendy golpea a Jack con el bate de béisbol. • Jack hunde su hacha en el pecho de Hallorann. • Wendy grita al ver «REDRUM» escrito en el espejo. • Wendy descubre el cuerpo ensangrentado y sin vida de Hallorann. • Wendy asiste aterrada al regreso a la vida de algunos fantasmas del hotel.                                       |
| Utrenja - Canon de Pascua | Krzysztof Penderecki                            | 1969-70 | Andrzej Markowski    | Orquesta Sinfónica de la Radiodifusión Nacional de Polonia           | • Jack destroza la puerta con el hacha. • Jack persigue a Danny por el laberinto. • Wendy se encuentra con el río de sangre saliendo por los ascensores. |
| De natura sonoris, núm. 1 | Krzysztof Penderecki                            | 1966    | Krzysztof Penderecki | Orquesta Sinfónica de la Radiodifusión Nacional de Polonia           | • Danny recorre los pasillos con el triciclo cuando, al doblar un recodo, ve a las gemelas y se detiene en seco. • Wendy descubre que Jack ha saboteado el vehículo oruga. • Al amanecer, Jack aparece muerto por congelación en el laberinto.                                                                                         |
| De natura sonoris, núm. 2 | Krzysztof Penderecki                            | 1971    | Krzysztof Penderecki | Orquesta Sinfónica de la Radiodifusión Nacional de Polonia           | • Jack se dirige furioso hacia el salón de baile dando puñetazos al aire. • Jack enciende las luces del salón de baile. • Danny escribe «REDRUM» con lápiz de labios en el espejo. • Hallorann conduce el vehículo oruga hacia el Overlook. • Danny se reencuentra con su madre tras escapar del laberinto.                            |
| Polymorphia | Krzysztof Penderecki                            | 1961    | Henryk Czyż          | Orquesta Filarmónica de Cracovia                                     | • Wendy descubre los escritos de Jack en la máquina de escribir. • Wendy arrastra a Jack a la despensa. • Jack, desde dentro de la despensa, le dice a Wendy que vaya a comprobar el vehículo oruga y la radio. |
| Masquerade | Jack Hylton                                     | 1932    | —                    | Jack Hylton y su Orquesta                                            | Jack sale de la cocina tirándolo todo y, al salir al pasillo, oye música de fiesta y ve el suelo lleno de globos. |
| Midnight, the Stars & You | James Campbell, Reginald Connelly y Harry Woods | 1932    | —                    | Ray Noble & his Mayfair Dance Orchestra (con Al Bowlly en las voces) | • La fiesta en la Gold Room. • La cámara que se va acercando a la fotografía misteriosa del baile de 1921 y los créditos finales de la película. |
| It's All Forgotten Now | —                                               | 1932    | —                    | Ray Noble & His Mayfair Dance Orchestra (con Al Bowlly en las voces) | Conversación de Jack y Delbert Grady en los aseos de la Gold Room (primera parte).(2) |
| Home | Henry Hall & the Gleneagles Hotel Band          | 1930    | —                    | —                                                                    | Conversación de Jack y Delbert Grady en los aseos de la Gold Room (segunda parte).(3) |
| (1) Preguntado sobre la relación del título con el contenido onírico de las escenas en que aparece, Kubrick la calificó como una «extraña coincidencia», especialmente en el caso de la pesadilla de Jack. Según los críticos, la intención primaria del director era más bien evocar el Holocausto. Cocks, Geoffrey. «The Wolf at the Door: Stanley Kubrick, History and the Holocaust» (en inglés). Consultado el 25 de diciembre de 2012. (2) La canción tiene un doble sentido por cuanto Jack ya no recuerda que él ha sido siempre —según Grady— el guarda del hotel. (3) Otra melodía con nombre significativo: en el hotel, Jack está «en casa». En el disco de la banda sonora, por restricciones de duración, se incluyó esta pieza en lugar de Midnight, the Stars & You o It's All Forgotten Now. Fuentes: - The Shining: an analysis of the Stanley Kubrick horror classic. «Shining music» (en inglés). Archivado desde el original el 11 de mayo de 2013. Consultado el 25 de diciembre de 2012. - IMDb. «FAQ for El resplandor (What music plays when?)» (en inglés). Consultado el 25 de diciembre de 2012. |                                                 |         |                      |                                                                      | |

### Doblaje
El encargado de la traducción de los diálogos en español de España fue Vicente Molina Foix. El doblaje, llevado a cabo en los estudios EXA, de Madrid, es uno de los aspectos más controvertidos de la versión para España. Kubrick, en su afán por controlar todos los aspectos de la producción, impuso como director de doblaje al realizador español Carlos Saura y fue quien dio el visto bueno a las voces, incluida la de Verónica Forqué para doblar a Wendy Torrance.
La opinión mayoritaria es que con tal decisión se rompía el tono, la tensión y la atmósfera del original. Con una buena dosis de ironía, se llegó a decir que «lo más terrorífico de la película era el doblaje» realizado por la actriz española. Algunas opiniones de espectadores son: «ridículo», «nefasto», «vergonzoso», «el peor de la historia», «buen doblaje... para una comedia» o «no escuchaba un doblaje tan cachondo desde los sketches de Charlton Heston en El Informal». Se lo ha llegado a considerar el peor doblaje de la historia del cine.
La monótona voz que dobla a Jack Torrance es la de Joaquín Hinojosa, no la del habitual de Nicholson, Rogelio Hernández. Por su parte, el actor Scatman Crothers, que tenía un tono de voz más bien atiplado, fue doblado por Rafael Taibo, una voz grave que el público español asociaba más a documentales, noticias y publicidad.
| Personaje      | Actor/Actriz original     | Actor/Actriz de doblaje | Actor/Actriz de doblaje |
| -------------- | ------------------------- | ----------------------- | ----------------------- |
| Jack Torrance  | Jack Nicholson            | Humberto Solórzano      | Joaquín Hinojosa        |
| Wendy Torrance | Shelley Duvall            | Carolina Smith          | Verónica Forqué         |
| Danny Torrance | Danny Lloyd               | Abraham Vega            | Sergio Sánchez Sánchez  |
| Dick Hallorann | Scatman Crothers          | Rubén Moya              | Rafael Taibo            |
| Delbert Grady  | Philip Stone              | César Arias             | Francisco Arenzana      |
| Doctora        | Anne Jackson              | Nancy MacKenzie         | ???                     |
| Stuart Ullman  | Barry Nelson              | Gonzalo Curiel          | Víctor Valverde         |
| Lloyd          | Joe Turkel                | Alejandro Mayén         | Rafael de Penagos       |
| Bill Watson    | Barry Dennen              | —                       | Felipe Peña             |
| Larry Durkin   | Tony Burton               | Juan Carlos Tinoco      | —                       |
| Gemelas Grady  | Lisa Burns y Louise Burns | Toni Rodríguez          | —                       |

## Recepción

### Acogida inicial
A pesar de la masiva campaña de promoción desplegada por Warner Bros., El resplandor se encontró en su estreno con una tibia respuesta por parte del público, y con el desconcierto y el rechazo por parte de la crítica. Los espectadores no llegaban a identificar dónde se podía encajar la película dentro del género de terror. Y en cuanto a los críticos, mientras que algunos la tildaban de demasiado complicada y lenta (y por ello «poco terrorífica»), otros la ignoraban precisamente por pertenecer, al menos sobre el papel, a un género, el de terror, que no gozaba de demasiado prestigio académico.
Tal vez como resultado del diseño de la campaña, muchos esperaban una película de terror más convencional, en la línea de éxitos de taquilla como El exorcista (1973), más fiel a la novela original; pero lo cierto es que la propuesta de Kubrick marcaba distancias tanto respecto al terror político de los años setenta, que alcanzó su punto álgido con El amanecer de los muertos (1978), como respecto a las películas de psicópatas que dominarían el género en la década siguiente a partir de Viernes 13 (1980).
Subrayando el contraste entre la naturaleza experimental del filme y su estatus de taquillazo, se llegó a calificar a El resplandor como «la película contracultural (underground) más cara jamás filmada». La decepcionante acogida era aún más sorprendente cuando se recordaba que el proyecto artístico había logrado reunir el talento de un director genial con el de un actor en su momento álgido y el de un novelista en alza tras el éxito de Carrie.
Treinta años después, el director Martin Scorsese la elevaba al puesto 7 entre las once mejores películas de terror de todos los tiempos,
En 2018, la película fue considerada por la Biblioteca del Congreso de Estados Unidos «cultural, histórica y estéticamente significativa», y seleccionada para su preservación en el National Film Registry.

### Palmarés
Las críticas negativas que recibió inicialmente la película la hicieron «merecedora» de dos nominaciones a los premios Razzie, o anti-Óscar: el de Peor Actriz Principal y el de Peor Director; finalmente, ni Duvall ni Kubrick «consiguieron» el premio. También optó a los premios Saturn en los apartados de Mejor Director, Mejor Actor Secundario (Scatman Crothers), Mejor Película de Terror y Mejor banda sonora (Wendy Carlos y Rachel Elkind); solo Crothers se llevó el galardón en su apartado.
En cuanto a los Óscar, después de haber concurrido como Mejor Película, Mejor Director y Mejor Guion con Barry Lyndon, El resplandor resultó ser la primera película de Kubrick que ni siquiera fue nominada en apartado alguno.